# Westfalia

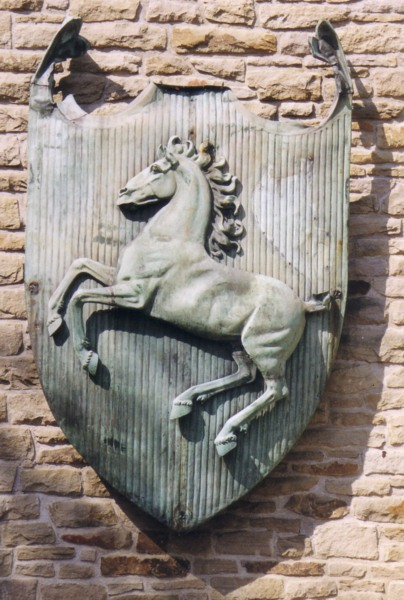
Calul saxon este animalul heraldic din Westfalia

Locația Westfalia după definiția obișnuită de astăzi ca parte a regiunii Renania de Nord-Westfalia

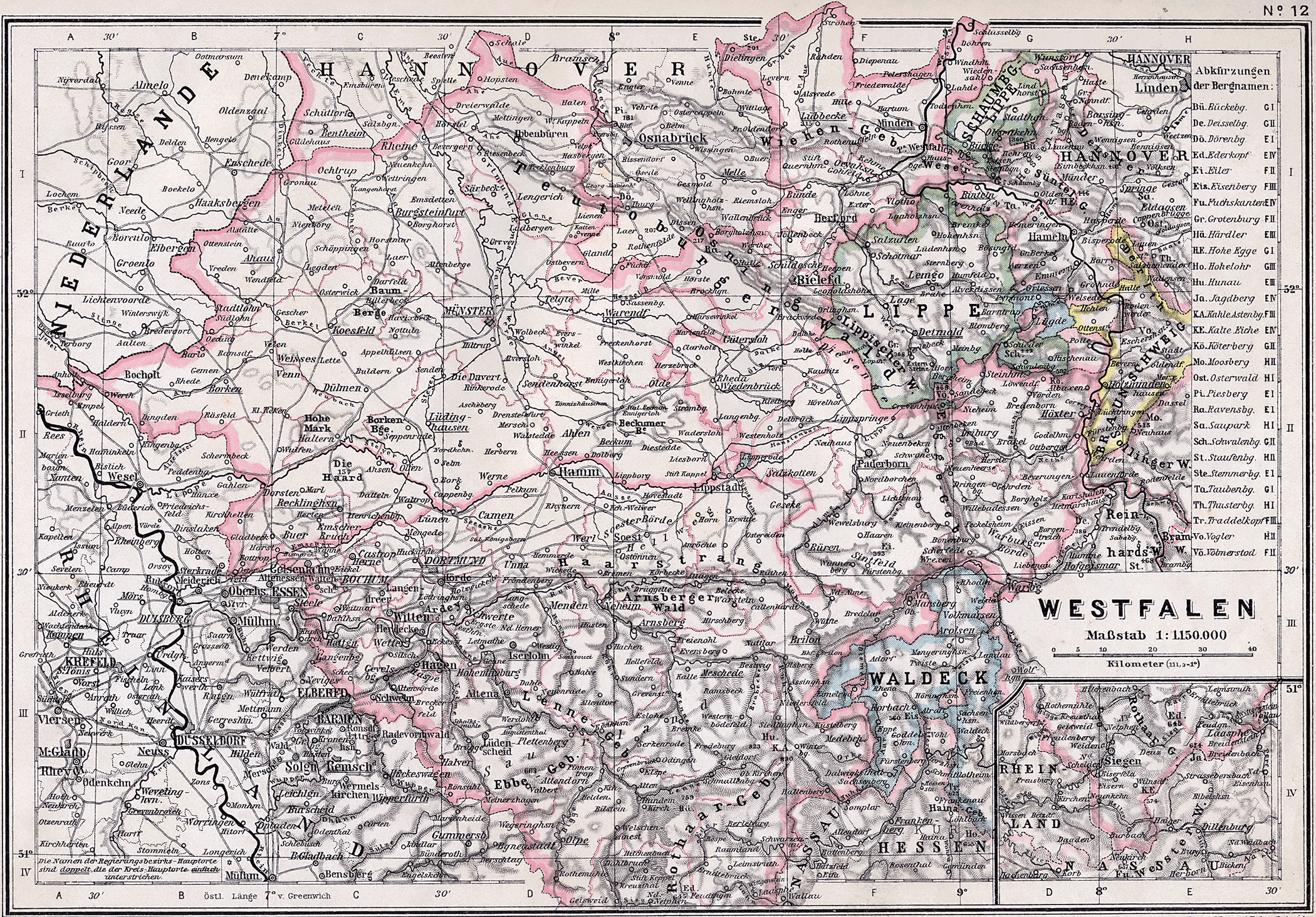
Provincia Westfalen (1905)

Westfalia (în germană: Westfalen) este astăzi o regiune care face parte din partea de nord-est a landului Renania de Nord-Westfalia, cuprinzând substanțial fosta provincie prusacă Westfalia. Din punct de vedere cultural și istoric regiunea se extinde în nord peste granițele actualului land. 

## Geografie
Westfalia de azi are o populație de 8,2 milioane de locuitori și cuprinde regiunile:
Münsterland, Tecklenburger Land, Ostwestfalen, Hellwegbörde, Sauerland (fără zonele înalte din Hessa), Wittgensteiner Land și Siegerland, precum și o parte de bazinul Ruhrgebiet.
Regiunile Sauerland, Siegerland și Wittgensteiner Land fac parte din Südwestfalen.
Westfalen, cu excepția Südwestfalen, este situată în cea mai mare parte în Germania de Nord (Norddeutschland), prin legăturile seculare cu episcopatul catolic din Köln și cu Rheinland, care este situată în Germania de Vest (Westdeutschland).

## Galerie de imagini

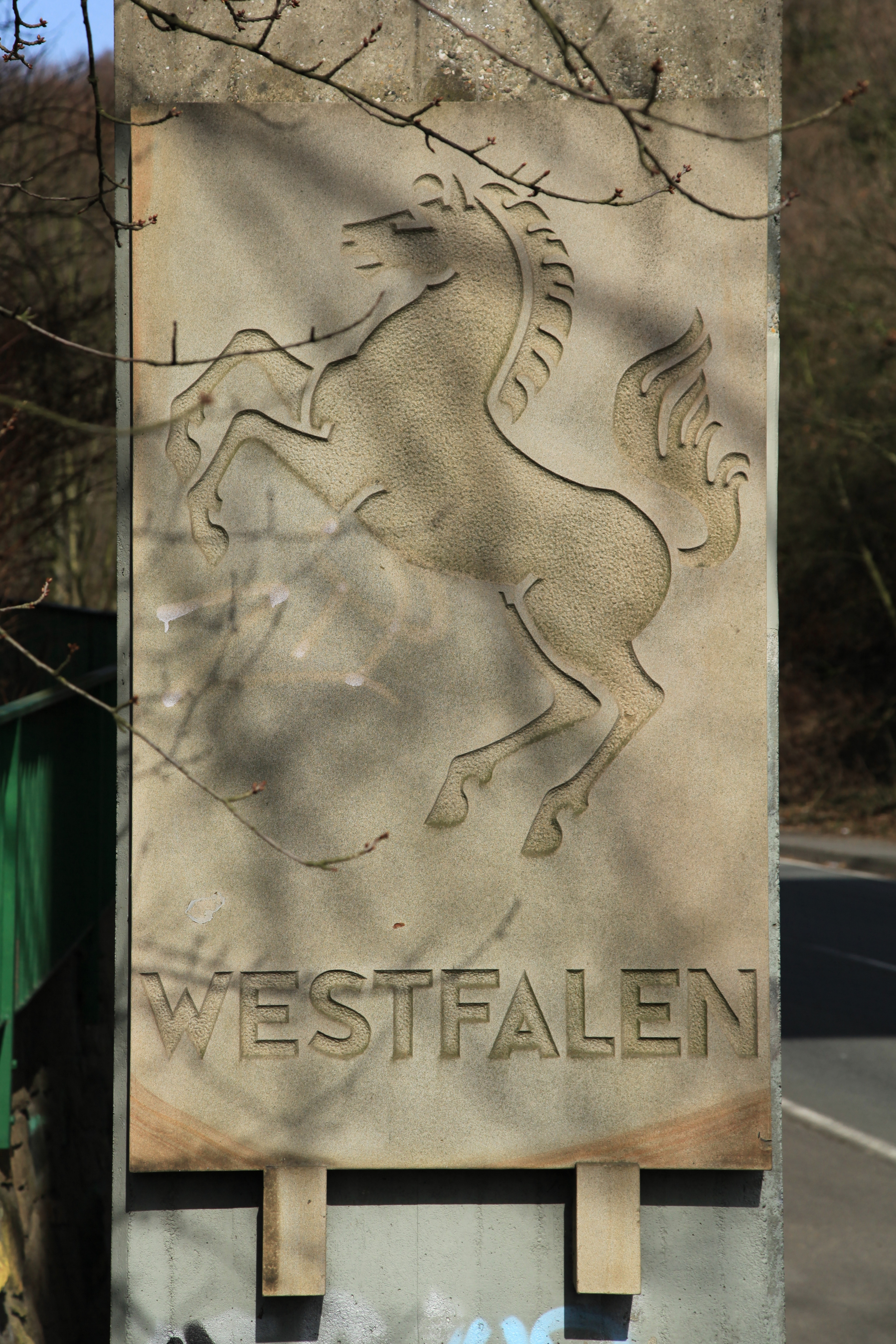
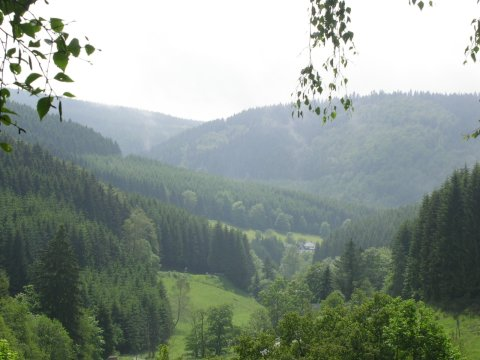
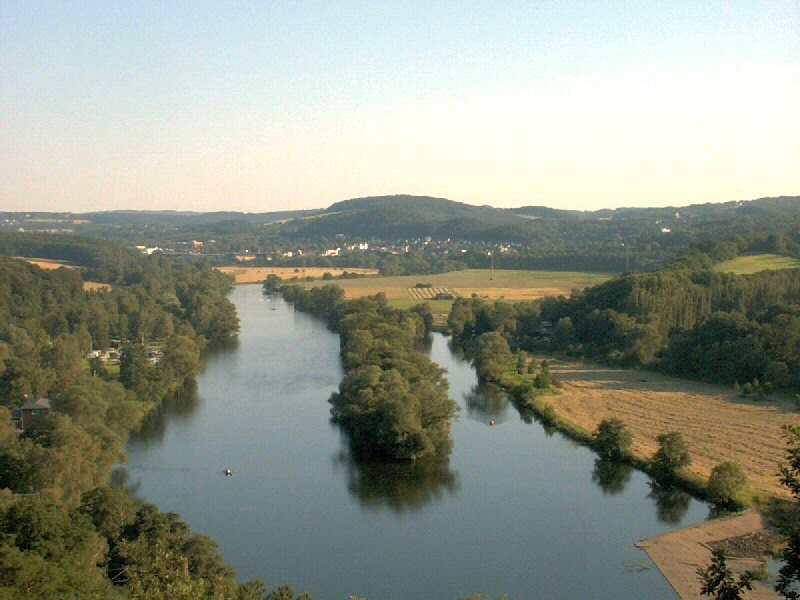

### Orașe mari

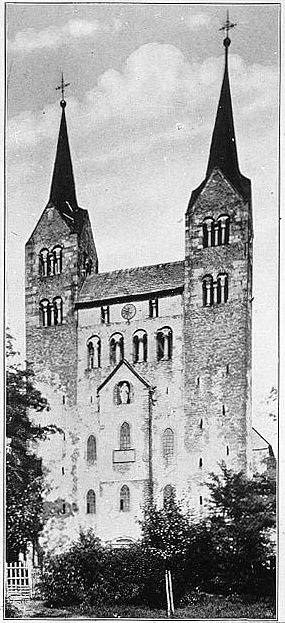
Biserica Corvey

| Orașe mari în Westfalia |                  |
| Oraș                    | Locuitori (2005) |
| Dortmund                | 588.168          |
| Bochum                  | 385.626          |
| Bielefeld               | 326.925          |
| Münster                 | 270.868          |
| Gelsenkirchen           | 268.102          |
| Hagen                   | 196.934          |
| Hamm                    | 184.239          |
| Herne                   | 170.992          |
| Paderborn               | 143.769          |
| Recklinghausen          | 121.827          |
| Bottrop                 | 119.356          |
| Siegen                  | 106.293          |
| Witten                  | 101.165          |

## Regiuni administrative de tipRegierungsbezirk
- Arnsberg
- Detmold
- Münster